# Barlewiczki
Barlewiczki is een plaats in het Poolse district  Sztumski, woiwodschap Pommeren. De plaats maakt deel uit van de gemeente Sztum en telt 280 inwoners.